# Котбрен
Котбрен (фр. Côtebrune) насеље је и општина у источној Француској у региону Франш-Конте, у департману Ду која припада префектури Безансон.
По подацима из 2011. године у општини је живело 71 становника, а густина насељености је износила 22,05 становника/km². Општина се простире на површини од 3,22 km². Налази се на средњој надморској висини од 482 метара (максималној 584 m, а минималној 415 m).

## Демографија
| 1962. | 1968. | 1975. | 1982. | 1990. | 1999. | 2011. |
| ----- | ----- | ----- | ----- | ----- | ----- | ----- |
| 39    | 40    | 36    | 44    | 58    | 54    | 71    |

График промене броја становника у току последњих година